# Explorer 2
L'Explorer 2 fu un satellite statunitense appartenente al Programma Explorer, avrebbe dovuto bissare il successo dell'Explorer 1.

## La missione
Explorer 2 fu lanciato il 5 marzo del 1958 tramite il vettore Jupiter-C.
La missione fu un insuccesso; il quarto stadio del razzo non si accese e la sonda non raggiunse l'orbita designata.

## La sonda
Explorer 2 era praticamente uguale all'Explorer 1, con un più potente Contatore Geiger in quanto quello di Explorer 1 era risultato presto saturato.